# Trentepohlia
Trentepohlia — рід зелених водоростей родини Trentepohliaceae. Можуть існувати окремо або у симбіозі з лишайниками. Назва вперше опублікована 1817 року.